# Schenkelia
Schenkelia är ett släkte av spindlar. Schenkelia ingår i familjen hoppspindlar.
Kladogram enligt Catalogue of Life:
| Schenkelia | \| \| Schenkelia benoiti \| \| \| \| \| \| Schenkelia gertschi \| \| \| \| \| \| Schenkelia lesserti \| \| \| \| \| \| Schenkelia modesta \| \| \| \| |
|            | \| \| Schenkelia benoiti \| \| \| \| \| \| Schenkelia gertschi \| \| \| \| \| \| Schenkelia lesserti \| \| \| \| \| \| Schenkelia modesta \| \| \| \| |
|            | Schenkelia benoiti |
|            | |
|            | Schenkelia gertschi |
|            | |
|            | Schenkelia lesserti |
|            | |
|            | Schenkelia modesta |
|            | |